# Sypniewo (powiat chodzieski)
Sypniewo – wieś w Polsce położona w województwie wielkopolskim, w powiecie chodzieskim, w gminie Margonin. Wieś leży na zachodnim brzegu Jeziora Margonińskiego. Znajduje się w niej hotel z restauracją i ośrodkiem jeździecko-tenisowym.
W latach 1975–1998 miejscowość należała administracyjnie do województwa pilskiego.
Według danych z 30 czerwca 2011 roku wieś liczyła 232 mieszkańców.